# Hinds
Hinds (anteriormente Deers) es una girlband española de indie rock que emerge en el año 2011 en Madrid, España. Retomaron la actividad en 2013 publicando versiones de algunos de sus grupos favoritos; en abril de 2014 publicaron Bamboo y Trippy Gum en Bandcamp y captaron la atención de numerosos medios internacionales. Desde entonces han actuado en Gran Bretaña, Francia, Portugal, Alemania, Noruega, Dinamarca, Holanda, Tailandia, Australia y Estados Unidos, siendo cabeza de cartel en numerosos conciertos. El nombre inicial del grupo era Deers (ciervos en inglés), pero se vieron obligadas a cambiarlo a finales de 2014, tras alegar un grupo canadiense de nombre similar que el nombre de Deers podía producir confusión. El grupo cambió de nombre a Hinds (ciervas) oficialmente el 7 de enero de 2015.

## Historia
Hinds comenzó su trayectoria como un dúo, formado en 2011 por Carlotta Cosials y Ana García Perrote. La idea de formar un grupo se originó tras un viaje a la costa española. Tras un año y medio de inactividad, el dúo entonces conocido como Deers, retomó su carrera. En marzo de 2014 grabaron los temas "Bamboo" y "Trippy Gum" y los publicaron inicialmente en Bandcamp como Demo. Los dos temas recibieron elogios de publicaciones como NME y The Guardian (que eligió a Deers grupo de la semana en septiembre de 2014) y de importantes músicos como Patrick Carney de The Black Keys, así como The Pastels y Bobby Gillespie.
Tras la publicación de Demo y con la reciente necesidad que el escenario les generó, el dúo se convirtió en cuarteto incorporándose Ade Martín al bajo y Amber Grimbergen a la batería. En mayo Hinds ganó el festival Make Noise de Malasaña cuyo premio les permitió grabar su segundo sencillo Barn en el Converse Rubber Tracks de Berlín.
En junio de 2014 el sello británico Lucky Number publicó Demo en una edición limitada en vinilo. Ese mismo mes Hinds llevó a cabo su primer concierto en Londres y su primer concierto también como cuarteto. Durante el 2014 su gira se amplió extraordinariamente, llegando a tocar en Alemania y Francia entre otros países europeos y a telonear a grupos de la talla de The Libertines, The Vaccines y Black Lips. Hinds han recibido críticas elogiosas en medios como Pitchfork, Pigeons and Planes, Gorilla vs. Bear, The Line Of Best Fit, Paste (magazine) y DIY (magazine).
El 3 de noviembre de 2014 publicaron el sencillo Barn, como tránsito de dúo a cuarteto, con los temas "Castigadas en el granero" ("Grounded at the Barn") y "Between Cans". De nuevo con el sello Lucky Number y en una edición limitada de 500 copias en vinilo y en formato digital, agotadas a día de hoy.
En general se encuadra a Hinds en un estilo Garage rock, Garage pop y Lo-fi, aunque ellas declaran en entrevistas que "no quieren encasillar su música". Sin embargo sí han declarado que sus mayores influencias son Black Lips, Ty Segall y Mac DeMarco, así como la emergente escena garage madrileña como The Parrots y Los Nastys, cuya canción "Holograma" fue la primera grabación de Carlotta y Ana como dúo.
En 2015 el grupo está realizando una gira mundial, tocando en países como Tailandia, y Australia y Estados Unidos. Han sido confirmadas en festivales como British Summer Time Festival, Best Kept Secret (festival), South by Southwest, Festival Internacional de Benicasim, Dot to Dot Festival, Vida Festival y Arenal Sound Festival. 
En abril grabaron su álbum de debut en Cádiz en el estudio del productor Paco Loco y con la colaboración de Diego García, cantante de The Parrots, que también colaboró como ingeniero de sonido en 'Demo' y 'Barn'. El álbum se titulará "Leave Me Alone" y se publicará el 8 de enero de 2016. El disco tendrá 12 canciones, incluyendo sencillos como "Bamboo", "Castigadas en el granero" y "Chili Town", además de numerosos temas nuevos.

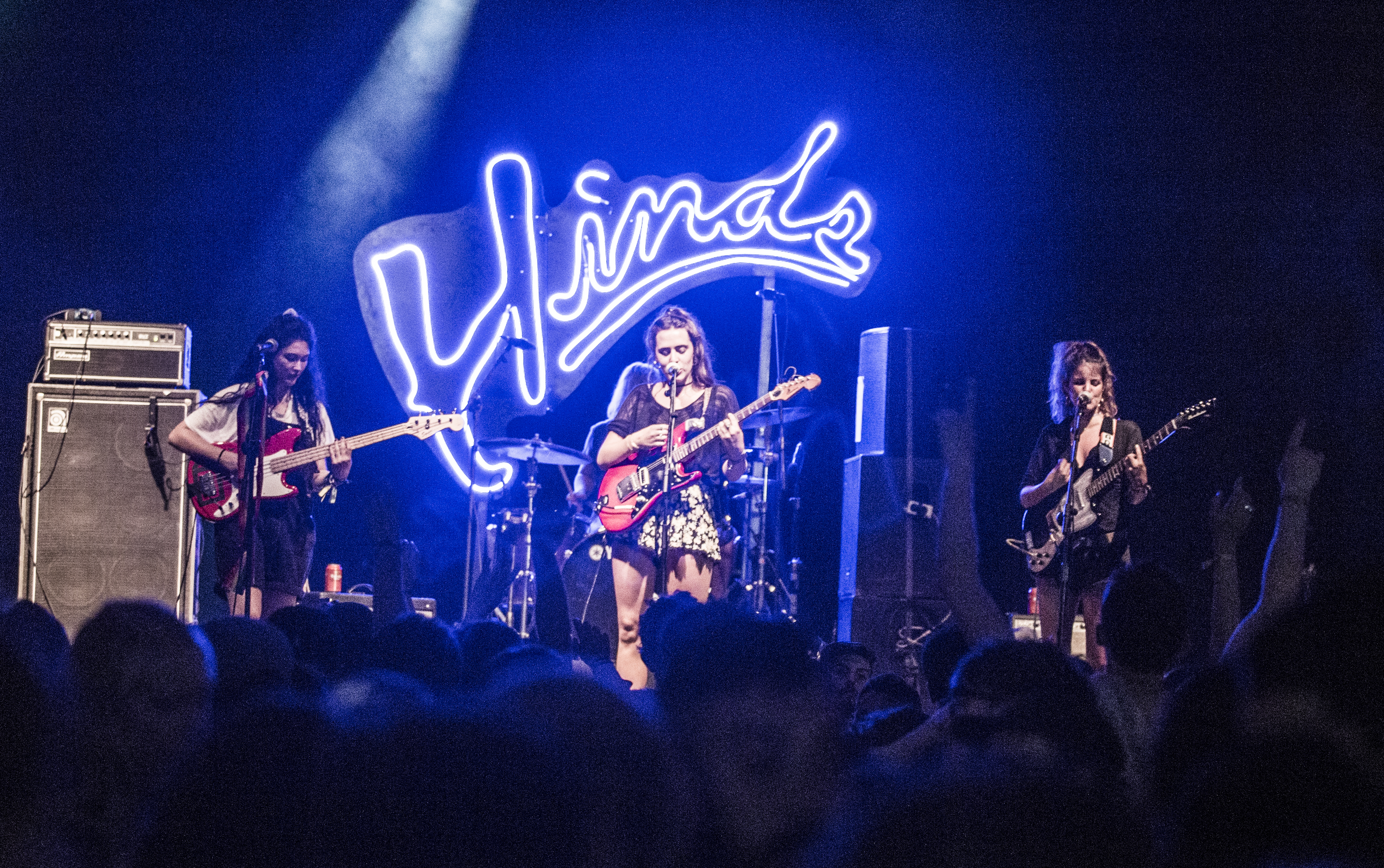
Hinds en el Festival Internacional de Benicasim de 2016

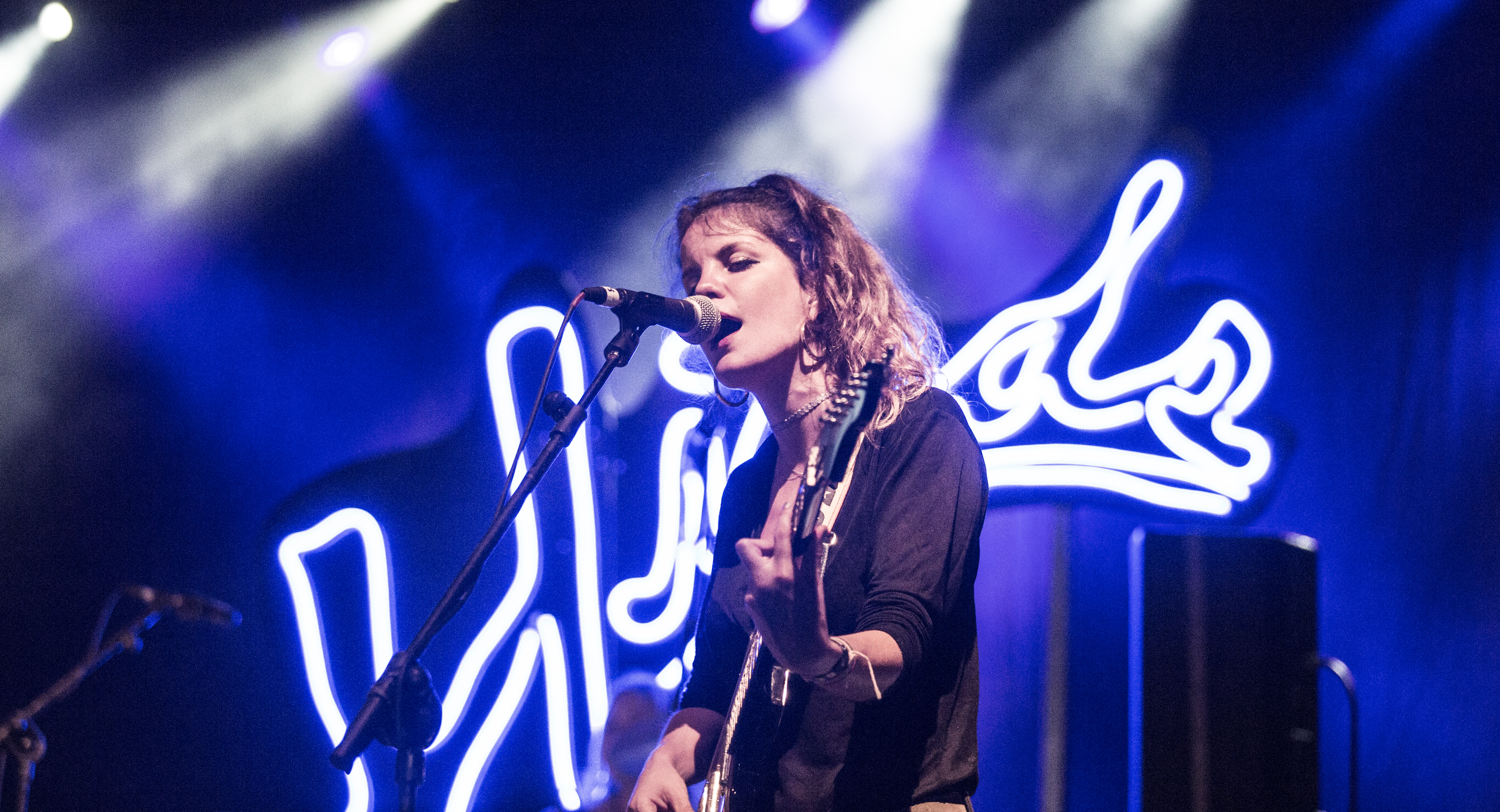
Carlotta Cosials en el Festival Internacional de Benicàssim 2016.

La banda también ha sacado un split single en abril junto a sus amigos y músicos The Parrots en celebración del Record Store Day, grabando el tema "Davey Crocket (Gabba Hey!)", un cover de la banda inglesa The Headcoats producido por Arni Arnason, miembro de The Vaccines. En agosto publicaron el sencillo "Chili Town" y en septiembre "Garden", la canción que abrirá su LP de debut.
En junio de 2016 fue el primer grupo español en actuar en un late nite de la televisión nacional americana. The late show de Stephen Colbert, en la CBS.
Han teloneado a grupos emblemáticos como The Strokes en 2020 o Coldplay en 2023.
Tras casi 10 años formando parte del grupo, en 2023 Ade Martín y Amber Grimbergen decidieron dejar el proyecto.
En 2024 publicaron su nuevo trabajo titulado "Viva Hinds", producido por Pete Robertson, exintegrante de The Vaccines. El álbum contó con colaboraciones de Beck y Grian Chatten (vocalista de Fontaines D.C.).

## Estilo musical
Hinds son consideradas una banda de garage rock, garage pop, surf y lo-fi y han sido comparadas numerosas veces con un extenso número de bandas de rock como Velvet Underground, The Pastels y otros grupos de la década de los 60. Sin embargo, ellas han mencionado a Black Lips, Ty Segall, The Parrots, The Strokes, The Vaccines y Mac DeMarco como sus influencias más significativas.

## Componentes
- Carlotta Cosials (2011 - actualidad) (voz principal, guitarra)
- Ana García Perrote (2011 - actualidad) (voz principal, guitarra)
- Paula Ruiz (2023-actualidad)
- María Lázaro (2023-actualidad)
- Ade Martín (2014-2022) (bajo)
- Amber Grimbergen (2014-2022) (batería)[28]

## Discografía

### Álbum
- Leave Me Alone (2016, 8 de enero) (Lucky Number) (Reino Unido) #47 UK
- I Don't Run (2018, 6 de abril) (Lucky Number)
- The Prettiest Curse (2020, 5 de junio) (Lucky Number)
- Viva Hinds (2024, 6 de septiembre) (Lucky Number-Sonido Muchacho)

### Sencillos
- Demo (2014, 28 de julio) (Lucky Number, Lucky070) (Reino Unido); (Mom + Pop Music (Estados Unidos)
- Barn (2014, 3 de noviembre) (Lucky Number, Lucky074) (Reino Unido); (Mom + Pop Music) (Estados Unidos)
- Chili Town (2015, agosto)
- Burn (2020, julio)
- Coffee (2024, febrero)

### Colaboraciones
Split #1 - 7" con The Parrots Hinds ≈ Parrots (2015; Burger Records/Lucky Number Music)
♕ se publicó en Europa y el Reino Unido a través del sello Lucky Number para el Record Store Day (disponible sólo el 18 de abril de 2015)
♕ se publicó en EE. UU. vía Burguer Records.

### Recopilatorios
- Burger (2015, 7 de abril) Casete en edición limitada incluyendo todos los temas de Demo y Barn. Publicada por Burger Records el 7 de abril de 2015[29]